# (12437) Westlane
(12437) Westlane est un astéroïde de la ceinture principale.

## Description
(12437) Westlane est un astéroïde de la ceinture principale. Il fut découvert le 18 janvier 1996 à Kitt Peak par le projet Spacewatch. Il présente une orbite caractérisée par un demi-grand axe de 3,00 UA, une excentricité de 0,17 et une inclinaison de 4,0° par rapport à l'écliptique.

## Compléments